# Synagoga w Swarzędzu
Synagoga w Swarzędzu – synagoga została wybudowana w początku XIX wieku, na miejscu starej z XVIII wieku, na dzisiejszym placu Powstańców Wielkopolskich. Był to budynek murowany z tzw. pruskiego muru. W 1934 spaliła się i nie została odbudowana.